# 伯海姆基兴
伯海姆基兴是奥地利下奥地利州圣帕尔滕兰县的一个市镇。总面积45.57平方公里，总人口4797人，人口密度105.3人/平方公里（2005年）。